# Salka lobata
Salka lobata är en insektsart som beskrevs av Irena Dworakowska 1976. Salka lobata ingår i släktet Salka och familjen dvärgstritar.
Artens utbredningsområde är Taiwan. Inga underarter finns listade i Catalogue of Life.